# Southern Cross (schip, 1976)
De Southern Cross is een halfafzinkbaar boorplatform dat in 1976 gebouwd werd door Evans Deakin and Company in Kangaroo Point voor Santa Fe Pomeroy, AMP Society en Oil Drilling and Exploration. Het was het laatste schip dat in Kangaroo Point werd gebouwd. Het ontwerp van Santa Fe bestaat uit twee parallelle pontons met daarop elk drie kolommen en daarop het werkdek.
In 1995 nam Atwood Oceanics het platform over als Atwood Southern Cross. In 2015 werd het gesloopt bij Sok Denizcilik in Aliaga.